# Aeroporto di Bovolone

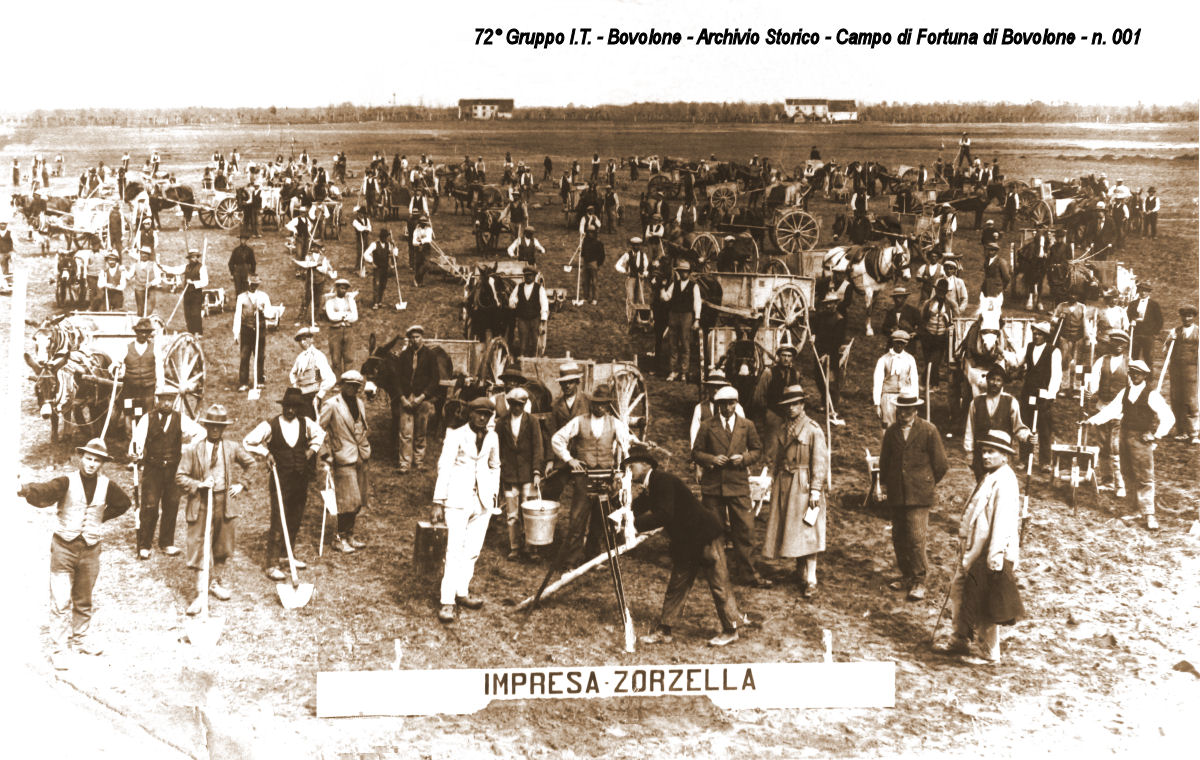
La costruzione del campo

L'aeroporto di Bovolone venne realizzato negli anni trenta. Si trattava di una superficie in terra battuta situata a nord est dell'abitato di Bovolone lungo la strada intercomunale che conduce verso Oppeano. La  costruzione fu decisa nel 1929 con Decreto Ministeriale a firma di Italo Balbo, (Gazz. Uff. del Regno d'Italia n. 107 del 7 maggio 1929), uno dei 287 "campi di fortuna" esistenti in Italia nel 1939.
Il Regio aeroporto di Bovolone era sicuramente in funzione a partire dal 1935, e dal  1938 fu sede della Scuola di volo senza motore o Reparto Alianti intitolato a E. Barbieri. Durante la guerra era contraddistinto dal numero identificativo 255 e dipendeva dalla 2ª Zona Aerea Territoriale con sede a Padova.
Nel settembre del 1944 divenne sede di un reparto combattente dell'aviazione germanica, il Nachtschlachtgruppe 9, armato con velivoli Ju 87 Stuka. Abbandonato alla fine della seconda guerra mondiale, la superficie fu trasformata, nel 1959, in area di lancio per il sistema d'arma missilistico Nike Ajax e Nike Hercules, in dotazione al 72º Gruppo I.T. dell'Aeronautica Militare.
Negli anni trenta nell'aeroporto fu ricoverato il velivolo Saiman 202 dell'asso del volante Tazio Nuvolari.